# Primorsko

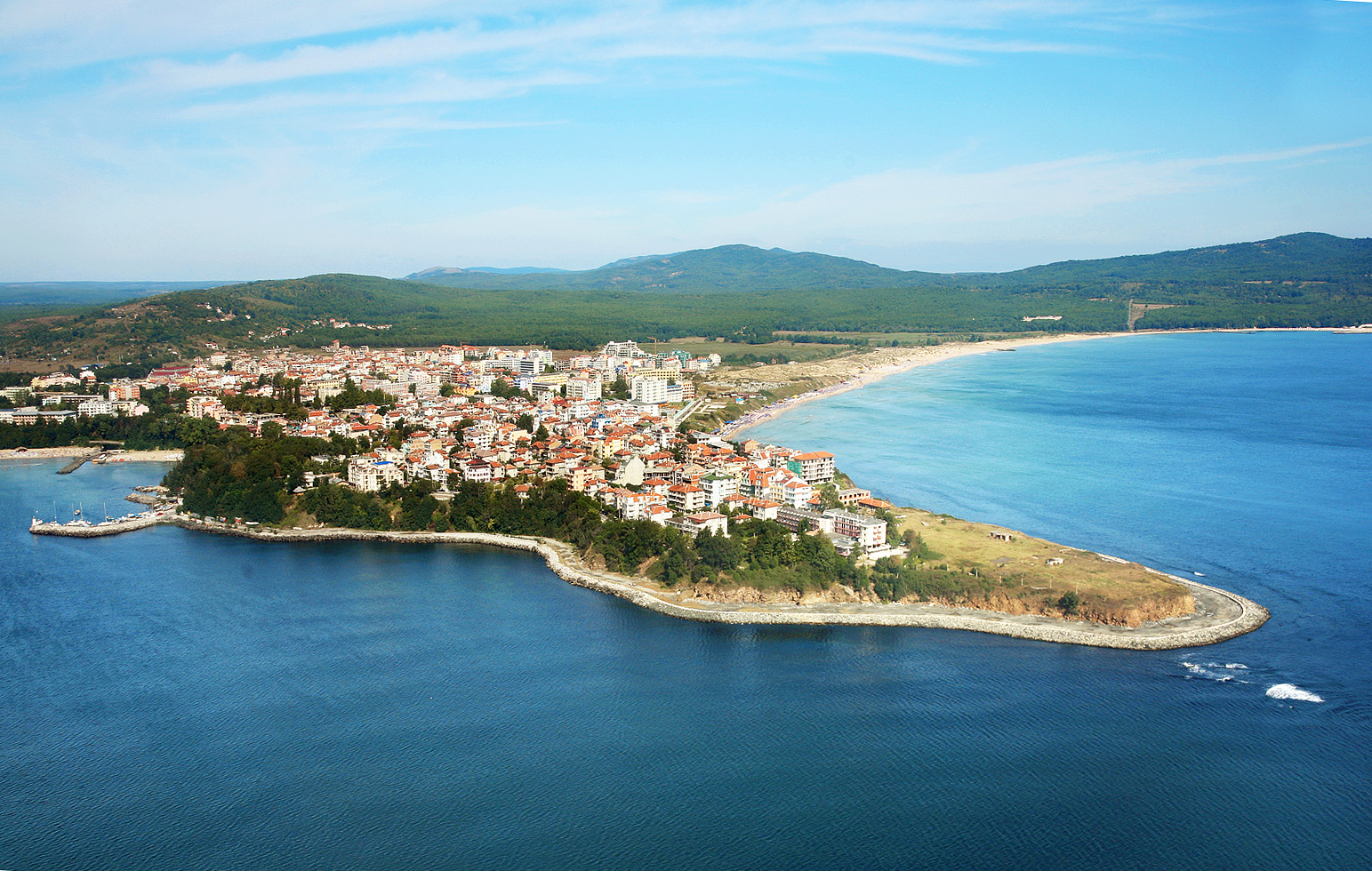
Primorsko.

Primorsko (en búlgaro, Приморско) es una ciudad y la capital del municipio de Primorsko, en la Provincia de Burgas, en el sudeste de Bulgaria. Primorsko es famosa por su playa de diez kilómetros. 
La ciudad de Primorsko está situada en una pequeña península en la costa sudeste del Mar Negro. Se encuentra a 50 km de Burgas y a 450 km de Sofía. La población tiene 3.500 habitantes pero, durante los meses de verano, el número de personas aumenta varias veces, debido a los numerosos turistas que eligen Primorsko para sus vacaciones de verano. El clima es continental moderado con influencia del Mar Negro y del Mediterráneo, que se caracteriza por inviernos suaves y cortos y veranos largos. La temperatura promedio en julio es de 27 - 28 °C. 
Alrededor de Primorsko se encontraron cuatro santuarios, 12 dólmenes y 10 necrópolis de montículo. El mayor interés entre los turistas lo causa el santuario "Beglik Tash", que representa el culto al sol. El santuario de roca cerca de Primorsko es uno de los mayores descubrimientos sobre la historia tracia de la costa sur del Mar Negro y Strandzha. Se encuentra ubicado en la parte más alta y central del Cabo Beglik Tash, a una altitud de 128 m, y cubre un área de cerca de 6 decáreas. La parte mejor estudiada es la central, donde en una repisa de roca grande, ligeramente elevada sobre el terreno circundante, se encuentran en un círculo con un diámetro de 56 metros, elementos separados rocosos del espacio ritual. Se creó a mediados del segundo milenio antes de Cristo y fue destruido en el siglo IV d. C.
Cerca de Primorsko está situada la reserva Ropotamo. En el territorio de la reserva hay muchos sitios naturales interesantes y únicos: la ría del río Ropotamo, el pantano Arkutino, bosques densos, que en estas latitudes son muy raros, diferentes formaciones de roca, humedales, marismas, etc. La reserva es parte de la mayor área protegida del Ramsar Ropotamo. La ría del río Ropotamo es uno de los principales atractivos turísticos de la reserva. Se ofrecen ofertas aventureras de excursiones en barco por el río. 
Muy conocida por sus paisajes vírgenes y plantas raras es la reserva Arkutino o el pantano Mecheshko en el Municipio de Primorsko. Aquí crece el lirio de arena. La reserva dispone de una larga costa limpia.
Al norte de Primorsko en la zona entre la laguna Stamopolu y la costa, se encuentra uno de los complejos de dunas mejor conservados en el Mar Negro. Algunas dunas alcanzan los 19 mde altura y presentan unas vistas excepcionales a los visitantes. Este es el monumento natural "Dunas de arena la Perla".
La ciudad de Primorsko es un destino atractivo por su clima beneficioso, sus hermosos paisajes, sus monumentos históricos y culturales, la hospitalaria gente local y las diversas atracciones que ofrece. Alrededor de la ciudad hay 4 playas: norte, central y sur, y la Perla, que ofrecen diversas atracciones como el voleibol, gimnasios, esquí acuático, botes a pedal, surf, paseos en bote, scooters e instalaciones para niños.
Primorsko ofrece una variada oferta de alojamiento: desde casas privadas, villas y hoteles familiares hasta complejos hoteleros. Los restaurantes de la ciudad ofrecen cocina tradicional búlgara, platos de pescado, y muchos de ellos disponen de música en vivo.  
Bajo el comunismo la ciudad estaba dedicada a los jóvenes y a los trabajadores búlgaros, que acuden aquí en tropel a utilizar los hostales, las residencias estudiantiles y los campamentos. Bajo el comunismo, Primorsko era el sitio de la Georgi Dimitrov International Youth Resort Center (Mezdunaroden Mladezhki Tsentur o MMC), que cada año atraía a miles de jóvenes comunistas de todo el mundo que, justamente, acampaban en grandes tiendas de campaña. 
El centro de Primorsko es una zona comercial de mucho movimiento, mientras que las áreas del MMC y las cercanas al agua son más pasivas.  